# Слободка (Литвенский сельсовет)
Слобо́дка (бел. Слабодка) — деревня в Столбцовском районе Минской области Республики Беларусь. В составе Литвенского сельсовета. Ранее в составе Тесновского сельсовета.

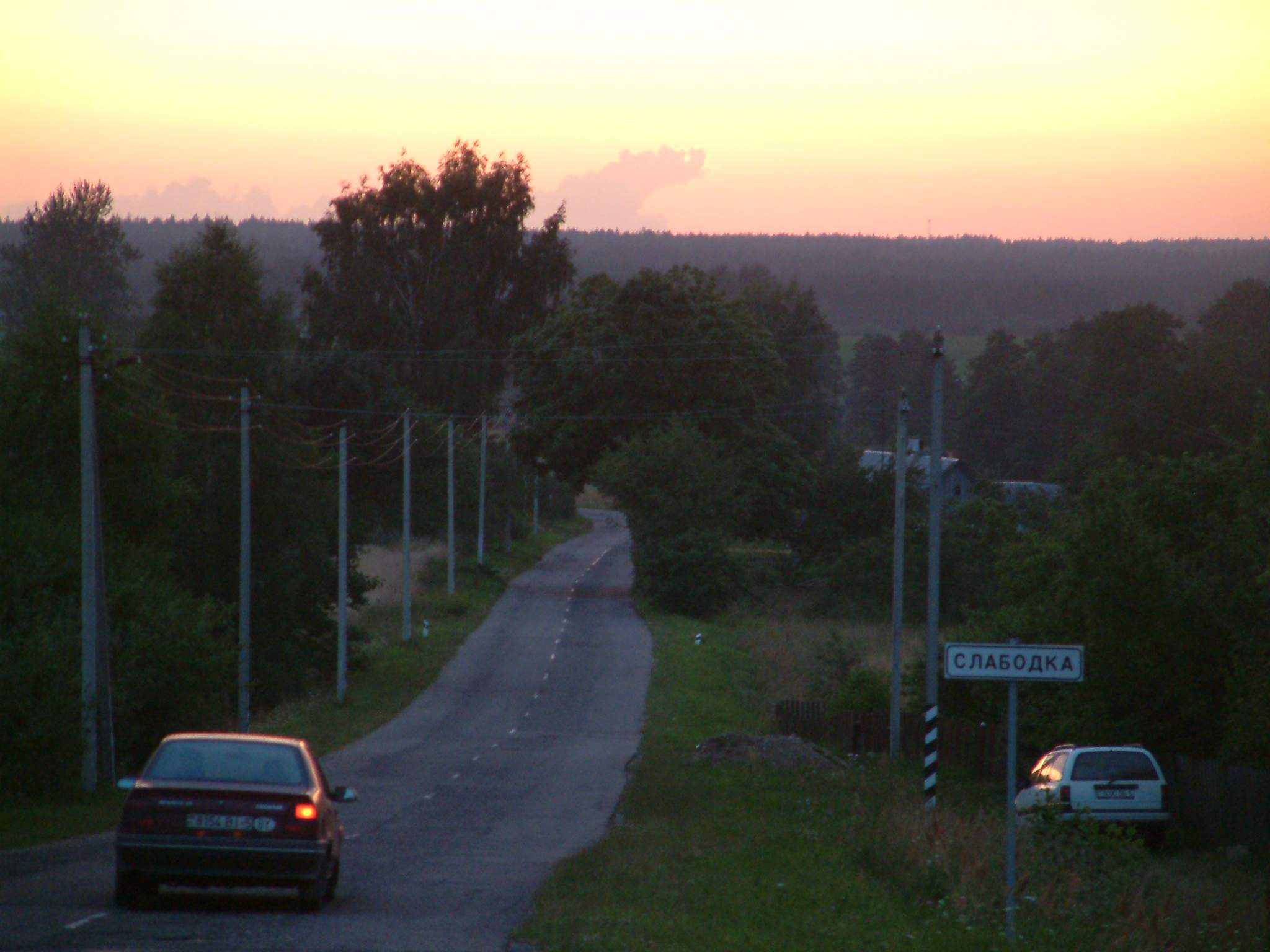

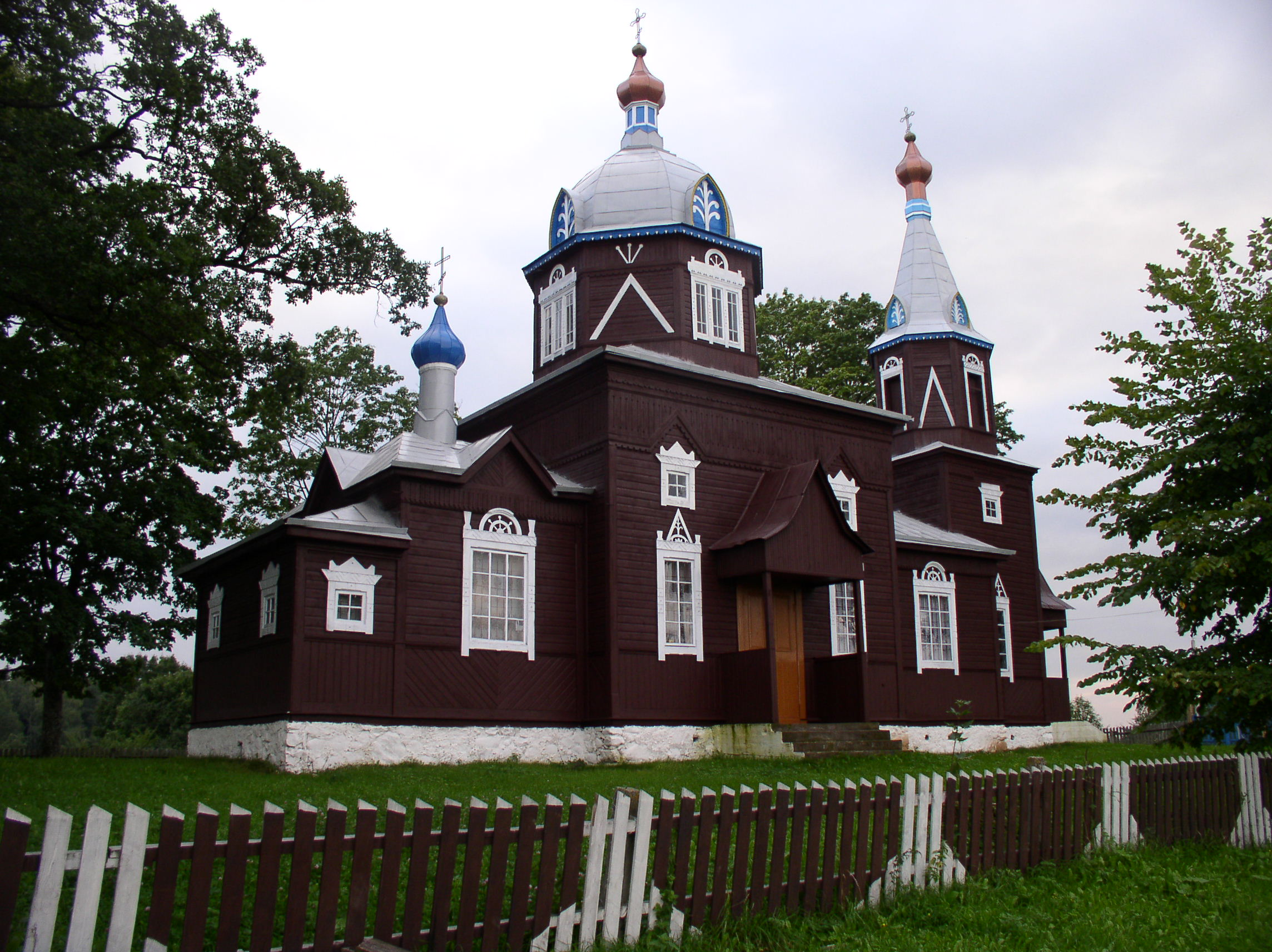

## Географическое положение
Расположена на левом притоке реки Уса в 11 километрах к северо-западу от Рубежевичей, в 70 километрах к западу от Минска.

## История
Согласно «Географическому атласу Российской Империи В. П. Пядышева» от 1820 года, на которой она изображена, она основана ранее 1820 года.

## Производственная сфера
Пищевая промышленность, лесхоз.

## Достопримечательности
На территории деревни расположена Церковь великомученика Георгия Победоносца 1905 года постройки, кладбище старое с захоронениями XIX века с католическими надгробиями и его новая часть с православными надгробиями XX века, озеро, пруд. Въезд и выезд из деревни пересекается рекой Усой.